# Saint-Barthélemy-de-Bussière
Saint-Barthélemy-de-Bussière là một xã, nằm ở tỉnh Dordogne vùng Aquitaine của Pháp. Xã này có diện tích 15,01 km², dân số năm 2007 là 227 người. Xã nằm ở khu vực có độ cao trung bình 287 m trên mực nước biển.

## Thông tin nhân khẩu
| Năm    | 1962 | 1968 | 1975 | 1982 | 1990 | 1999 | 2007 |
| ------ | ---- | ---- | ---- | ---- | ---- | ---- | ---- |
| Dân số | 374  | 345  | 307  | 270  | 271  | 244  | 227  |